# تراجيديا الإنسان

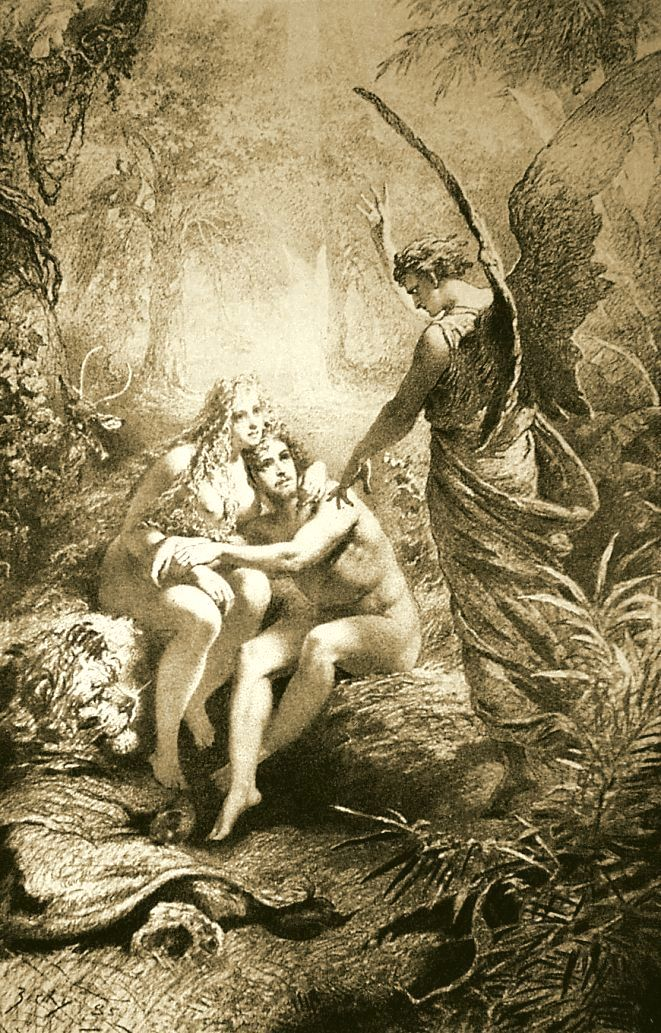

 تراجيديا الإنسان أو مأساة رجل هي عبارة عن مسرحية هنغارية مبنية على لعبها من تأليف المؤلف المسرحي الهنغاري ايمري ماداخ. والمسرحية تعتبر واحدة من أهم أعمال الأدب الهنغارية وقد صدرت لأول مرة عام1861.

## ملخص
الشخصيات الرئيسية هي آدم وحواء ولوسيفر. وبينما يخلق الله الكون، يندد لوسيفر بذلك باعتباره عملاً تافهًا، ويصرح بأن الإنسان سيسعى قريبًا إلى أن يكون آلهة ويطالب بحقه في العالم، لأن الإنسان خُلق على صورة الله، "روح الإنكار القديمة". يطرده الله من الجنة، لكنه يمنحه أمنيته: الشجرتان الملعونتان في عدن، شجرة المعرفة وشجرة الخلود. يلعب لوسيفر على غرور حواء وكبرياء آدم، ويغريهما بالخطيئة. بعد السقوط والطرد من عدن، لا يزال آدم فخورًا جدًا لدرجة أنه لم يعترف بأنه تصرف بشكل خاطئ. بدلاً من ذلك، يروي أحلامه بالتقدم البشري والإنجاز؛ يشعر أنه الآن، غير مثقل بقواعد الله، مستعد لملاحقة مجده الخاص. يضع لوسيفر آدم في النوم، ويبدأ الاثنان في السفر عبر التاريخ. الفترة الأولى التي يزورانها، مصر القديمة، هي تحقيق حلم آدم بالإنجازات البشرية الهائلة. ولكن فرحه انقطع فجأة عندما اكتشف أن الأهرامات تُبنى على ظهور العبيد (كما يشير أحد العبيد الذين أُعدموا فيما بعد، "ملايين مقابل واحد"). يقع آدم، في دور الفرعون، في حب حواء، وهي جارية؛ ومع تجدد الأمل، يطلب من لوسيفر الآن أن يأخذه إلى عالم حيث يعيش كل الرجال في مساواة، وينقله لوسيفر إلى اليونان الديمقراطية. في كل فترة، يتم الكشف عن أحلام آدم السابقة باعتبارها تافهة أو معيبة أو غير قابلة للتحقيق، وتظهر حواء في الوقت المناسب لإنعاش روح آدم، وتتكرر الدورة.